# Granadero Baigorria
Granadero Baigorria é um município da província de Santa Fé, na Argentina. Segundo censo de 2010, havia 36 994 residentes.

## Bibliografia

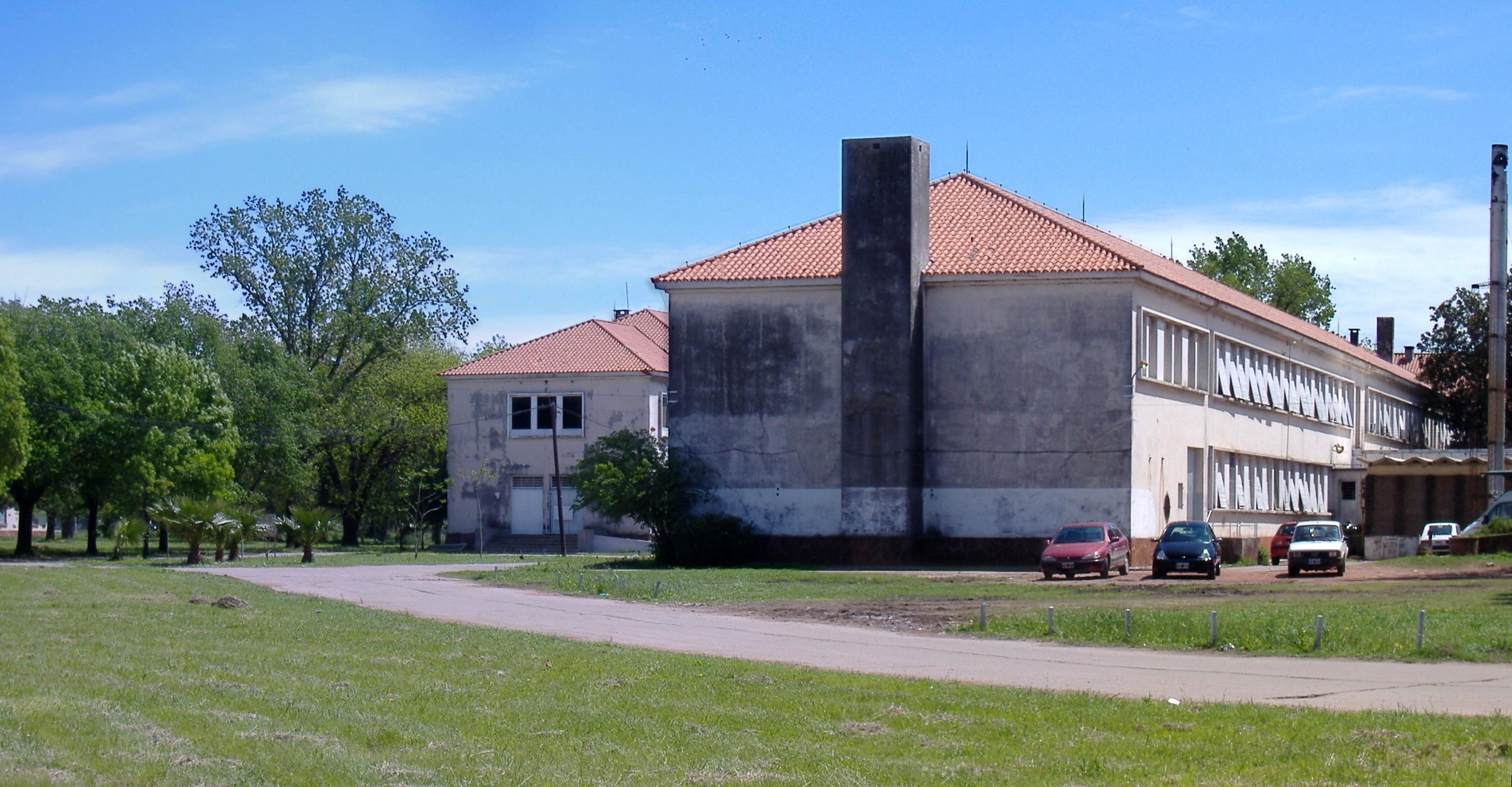
Hospital Escola Eva Perón